# Tomografia de coherència òptica

Tomografia de coherència òptica de la pell del dit.

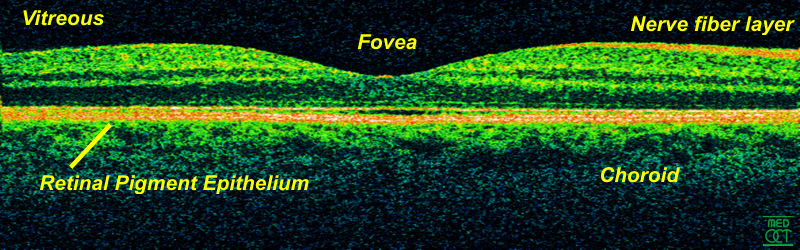
TCO de la retina a 800 nm i una resolució axial de 3 µm

La tomografia de coherència òptica (TCO; sovint abreviada com OCT, de l'anglès Optical coherence tomography) és una tècnica d'imatge tomogràfica òptica, no invasiva i interferomètrica, que ofereix una penetració de mil·límetres (aproximadament 2-3 mm en el teixit) amb una resolució axial i lateral d'escala micromètrica. La tècnica va ser primer demostrada el 1991 amb una resolució axial de ~30μm. El 2001, la TCO va assolir una resolució submicromètrica a causa de la introducció de fonts de llum d'amplada de banda ampla (fonts emetent longituds d'ona sobre un rang de ~100 nm). Ara la TCO ha trobat el seu lloc com una tècnica d'imatge àmpliament acceptada, especialment en oftalmologia, altres aplicacions biomèdiques, i la conservació d'obres d'art.